# Брагін Ахать Хафізович
Аха́ть Хафі́зович Бра́гін (також — Алік Грек; нар. 1953, с. Жовтневе, Сталіно, Українська РСР, СРСР — пом. 15 жовтня 1995, Донецьк, Україна) — український підприємець, донецький кримінальний авторитет (прізвисько — Алік Грек), колишній президент ФК «Шахтар». Стояв біля джерел створення найбільшої в Україні фінансово-промислової групи, що стала після його смерті основною частиною бізнес-конгломерату олігарха Ріната Ахметова.

## Життєпис
Народився в татарській родині на околиці Донецька поблизу аеропорту, в селищі Жовтневому, Куйбишевського району. У дитинстві і юності грав у футбол і захоплювався боксом, отримав прізвисько «Алік Грек».
Розпочав трудову діяльність з роботи м'ясником на ринку біля шахти «Жовтнева». Поступово перебрав контроль над Центральним ринком Донецька, де також працював у ті часи Борис Колесніков. У роки Перебудови зайнявся підприємництвом, зібрав групу однодумців: Рябін, Морозов, Богданов, займався операціями на валютному ринку та ринку ігор. Завдяки допомозі Шаміля Іванкова, влаштувався працювати директором в донецький магазин № 41. Ця торгова точка входила в структуру донецької гуртово-роздрібний торговельної бази «Укртекстільторг», якою керував Шаміль Іванків[неавторитетне джерело].
В кінці 80-х років про Брагіна вже говорили, як про найбільшого підприємця Донецька. Він почав інвестувати капітал в різні фірми, які купували та привозили з Заходу комп'ютери та відеомагнітофони, відкривали магазини з касетами й апаратурою.
До початку 1990-х група однодумців під керівництвом Брагіна займалася наданням охоронних послуг іншим підприємцям Донецької області. В цей час напрацьовувалися підприємницькі зв'язки у Москві. Ахать Брагін направив всі свої зусилля на спільну підприємницьку діяльність з бізнесменом Яношем Юхимовичем Кранцем, з яким його познайомив Борис Колесніков. Янош Кранц був великим підприємцем на ті часи, партнером Євгена Кушніра — одного з найвідоміших луганських криміналітетів. Додатково великий дохід бізнесу Ахатя приносив Центральний ринок Донецька, яким керував його діловий партнер Колесніков.
Паралельно з цим він поширив свій вплив на десятки великих підприємств регіону, в тому числі металургійний комбінат «Азовсталь» і Харцизький трубний завод, контролював значні фінансові та ділові інтереси Донецька, придбав футбольний клуб «Шахтар». Неофіційно його вважали «господарем» Донецька.
В середині 1992 року Ахать Хафізовіч Брагін запропонував Яношу Кранцу, впливовому бізнесмену родом з Росії, об'єднатися в фінансовому відношенні та разом вести справи. Але Кранц відмовився, посилаючись на те, що справжній бізнесмен повинен бути самостійним. Я. Кранц на той час мав у власності кілька заводів з виробництва лакофарбових виробів в Донецьку і Луганську, на яких будувалися нові потужності, значна частка в статутному фонді процвітало тоді Донвуглекомбанку, два магазини, а також одне з кращих в той час в Донецьку кафе «Червоний кут» на бульварі Пушкіна. Був в його власності також багатий офіс в Калінінському районі, м. Донецька.
Загинув 15 жовтня 1995 року разом з братом і охоронцями в Донецьку в результаті вибуху під час футбольного матчу між командами «Шахтар» та «Таврія». За офіційною версією замах був скоєний кримінальною групою, яка протистояла Брагіну[неавторитетне джерело].

## Замахи

### Причини та привід до замахів
В кінці 1993-початку 1994 року двоє жителів Донецька — колишній «наперсточник» Євген Кушнір (1997 року помер у СІЗО) і дрібний підприємець Анатолій Рябін (убитий 1996 року) організували угруповання з 16 осіб. Основним заняттям банди були грабежі та вбивства, в тому числі й на замовлення[неавторитетне джерело]. Незабаром в її керівництво увійшов чеченець Магомед Алієв на прізвисько «Мага», який відповідав за зв'язки із закордоном, зокрема, постачання зброї в особливо великих об'ємах з Чечні та колишніх республік Югославії.
Незабаром банда Кушніра та Рябіна стала активно розширювати території свого впливу, а також почала експансію на тіньових ринках Донецька, що привело до загострення та ворожнечі між кримінальними кланами та бандами. Однак, приводом для початку війни з конкурентами стало вбивство одного з авторитетів Донецька на прізвисько «Чірік», який мав дружбу з Є. Кушніром. В якості помсти був розстріляний інший злочинний авторитет на прізвисько «Барабан», який дружив з гендиректором фірми «Люкс» Ахатем Брагіним (Аліком Греком)[неавторитетне джерело]. На думку «кушніровців», Ахать Брагін був причетним до вбивства «Чіріка». А насправді банді Кушніра та Рябіна, заважав авторитет А. Брагіна та його вплив в регіоні. Конфлікт, судячи з розповідей Кушніра, почався ще в 1990 році — через небажання Брагіна співпрацювати у бізнесі.

### Замах в Пісках
19 березня 1994 року на Ахатя було скоєно невдалий замах біля його голуб'ятні в селі Піски, Ясинуватського району. Донецька преса писала, як, під'їхавши впритул до машини Грека, люди Кушніра почали розстрілювати його з пістолетів з глушниками. А. Брагін встиг сховатися від куль в голуб'ятник і там перечекав, поки нападники не зникли. У той день загинули двоє охоронців Грека, а троє його «соратників» були поранені.

### Замах біля м'ясокомбінату
8 травня 1994 року відбулася друга невдала спроба вбивства Брагіна — вже в самому Донецьку, з використанням п'яти гранатометів. Ця спроба вбивства не мала прецедентів на території СНД з техніки та зухвалості виконання. Співробітники міліції виявили на одній з вулиць вантажний автомобіль «ГАЗ-51» з п'ятьма зарядженими гранатометами, закріпленими в кузові. Привести зброю в дію мав саморобний радіокерований пристрій, виготовлений з дитячої іграшки[неавторитетне джерело].

### Фатальний замах на стадіоні «Шахтар»
Влітку 1995 року Є. Кушнір і А. Рябін вирішили остаточно вбити А. Брагіна. Знаючи, що Брагін, як президент і затятий уболівальник футбольного клубу «Шахтар», не пропускає жодного матчу улюбленої команди, Є. Кушнір запропонував організувати вбивство безпосередньо на стадіоні. Вирішили закласти бомбу на вході в гостьову трибуну. Для цього найняли професійного вбивцю, громадянина Росії, Вадима Болотських на прізвисько «Москвич».
Для операції придбали пластикову вибухівку підвищеної потужності спеціального призначення — з підривником і дистанційним управлінням промислового виробництва з чотирма додатковими детонаторами та пультом у вигляді брелока. І в середині вересня члени угруповання А. Акулов і І. Філіпенко за кілька ночей пробили нішу в бетонній підставі на вході в гостьову ложу та заклали близько 5 кілограмів вибухівки (еквівалентно 11.5 кілограмам тротилу), встановивши дистанційний детонатор в режим очікування[неавторитетне джерело]. В операції на стадіоні брало участь загалом 10 членів банди Є. Кушніра[неавторитетне джерело]. Решта «кушніровців» розосередилися по шляху проходження А. Брагіна і по рації повідомляли про його пересування.
І. Філіпенко, надівши форму капітана міліції, знаходився в безпосередній близькості від трибуни, щоб привести бомбу в дію за допомогою дистанційного пристрою. Його кандидатура була обрана не випадково: Філіпенко, кілька років пропрацював підривником на шахтах[неавторитетне джерело]. Підривник І. Філіпенко натиснув на кнопку приблизно о 17:00, 15 жовтня 1995 р., коли Брагін з охоронцями йшов у ложу. Разом з А. Брагіним були вбиті п'ятеро, троє — важко поранені. Тіло А. Брагіна упізнали по годиннику «Rolex», який він носив[неавторитетне джерело].

## Сім'я
- Дочка Діляра (1985—2009), померла від серцевої недостатності[8].
- Син Равіль (1989), підприємець, живе в Донецьку[9].
- Брат — Рашид Євгенович Брагін (нар. 28 грудня 1955 року), депутат Донецької обласної ради[неавторитетне джерело].

## Пам'ять
На його честь в Донецьку названа мечеть «Ахать-Джамі», головним меценатом будівництва якої він виступав[неавторитетне джерело].